# گنپوکو
گنبوکو یا گنپوکو (به ژاپنی: げんぶく、げんぷく)، مراسمی است که از دوره نارا در ژاپن برای ورود به بزرگسالی یا سن قانونی برگزار می‌شود. یکی از مناسک گذار است.
آداب و رسوم گنبوکو بسته به دوره، منطقه و طبقه بسیار متفاوت است. اشراف خاندان توجو  به بالا کانموری بر سر می‌گذاشتند، در حالی که خانواده‌های سامورایی و آنهایی که در طبقه پایین‌تر بودند به جای کانموری از ابوشی استفاده می‌کردند. پس از قرون وسطی، سردرگمی به وجود آمد و حتی زمانی که از ابوشی استفاده می‌شد، آن را «کاکان» می‌گفتند و در اوایل دوران معاصر، ابوشی نیز حذف شد و فقط تراشیدن سر به شکل مخصوص ساکایاکی ja:さかやき کافی بود.
«گن» به گردن (=سر) و «بوکو» به پوشیدن اشاره دارد، بنابراین به معنای «گذاشتن کانموری بر سر» است. مراسم بزرگ شدن کوگه (اشراف) زن را موگی ja:裳着 می‌گویند.
در مراسمی پسری بین ۱۲ تا ۱۶ ساله طبق محاسبه سنی آسیای شرقی (تئوری‌های مختلفی برای تعیین زمان انجام وجود دارد)، در مقابل زیارتگاه اوجی‌گامی (خدای نگهبان) خود لباس بزرگسالان می‌پوشید، و مدل موی خود را عوض می‌کرد.